# James Harrison Oliver
James Harrison Oliver (1857 - 6 de abril de 1928) foi um contra-almirante e membro do Conselho de Estratégia Naval durante a Primeira Guerra Mundial. Ele também foi o primeiro governador militar das Ilhas Virgens dos Estados Unidos de 1917 a 1919. Ele foi muitas vezes referido como J. H. Oliver.